# Championnats de France d'athlétisme en salle 2022
Navigation
Championnats 2021 Championnats 2023
Les 51es Championnats de France d'athlétisme en salle se déroulent les 26 et 27 février 2022 au Stadium Métropole de Miramas.

## Programme
Source
| Finales | 26 février                                                                                 | 27 février |
| ------- | ------------------------------------------------------------------------------------------ | --- |
| Hommes  | 60 m, 3 000 m, Saut en longueur, Lancer du poids                                           | 200 m, 400 m, 800 m, 1 500 m, 5 000 m marche, 60 m haies, Saut en hauteur, Saut à la perche, Triple saut, Heptathlon |
| Femmes  | 60 m, 3 000 m, 60 m haies, Saut en hauteur, Saut à la perche, Triple saut, Lancer du poids | 200 m, 400 m, 800 m, 1 500 m, 3 000 m marche, Saut en longueur, Pentathlon                                           |

## Résultats

### Hommes
| Épreuves         | Or                                  | Argent                         | Bronze                         |
| ---------------- | ----------------------------------- | ------------------------------ | ------------------------------ |
| 60 m             | Jimmy Vicaut 6 s 65                 | Jeff Erius 6 s 70              | Viktor Contaret 6 s 71         |
| 200 m            | Ryan Zézé 20 s 99                   | Hachim Maaroufou 21 s 20       | Paul Tritenne 21 s 58          |
| 400 m            | Clément Ducos 47 s 27               | David Sombé 47 s 37            | Gilles Biron 47 s 48           |
| 800 m            | Benjamin Robert 1 min 46 s 89       | Gabriel Tual 1 min 47 s 35     | Clément Dhainaut 1 min 49 s 20 |
| 1 500 m          | Azeddine Habz 3 min 41 s 77         | Flavien Szot 3 min 42 s 02     | Benoit Campion 3 min 43 s 28   |
| 3 000 m          | Bastien Augusto 7 min 59 s 96       | Arthur Gervais 8 min 0 s 44    | Romain Mornet 8 min 0 s 59     |
| 5 000 m marche   | Martin Madeline-Degy Temps invalidé | Lucas Dreville Temps invalidé  | Alexis Robichon Temps invalidé |
| 60 m haies       | Wilhem Belocian 7 s 53              | Pascal Martinot-Lagarde 7 s 58 | Just Kwaou-Mathey 7 s 72       |
| Saut en hauteur  | Sébastien Micheau 2,18 m            | Maxime Dubiez 2,15 m           | Matthieu Tomassi 2,15 m        |
| Saut à la perche | Thibaut Collet 5,81 m               | Valentin Lavillenie 5,81 m     | Alioune Sène 5,76 m            |
| Saut en longueur | Tom Campagne 7,93 m                 | Augustin Bey 7,89 m            | Yann Randrianasolo 7,60 m      |
| Triple saut      | Melvin Raffin 16,76 m               | Thomas Gogois 16,63 m          | Yoann Rapinier 16,61 m         |
| Lancer du poids  | Frédéric Dagée 19,77 m              | Itamar Levi 18,50 m            | Yann Moisan 18,16 m            |
| Heptathlon       | Valentin Charles 5 694 pts          | Jérémy Lelièvre 5 623 pts      | Basile Rolnin 5 470 pts        |

### Femmes
| Épreuves         | Or                             | Argent                           | Bronze                        |
| ---------------- | ------------------------------ | -------------------------------- | ----------------------------- |
| 60 m             | Mallory Leconte 7 s 34         | Gémima Joseph 7 s 37             | Chloé Galet 7 s 44            |
| 200 m            | Sokhna Lacoste 23 s 40         | Brigitte Ntiamoah 23 s 63        | Chloé Galet 23 s 90           |
| 400 m            | Camille Séri 53 s 15           | Amandine Brossier 53 s 40        | Laurine Xailly 53 s 86        |
| 800 m            | Agnès Raharolahy 2 min 3 s 93  | Agathe Guillemot 2 min 6 s 35    | Maeliss Trapeau 2 min 12 s 22 |
| 1 500 m          | Aurore Fleury 4 min 17 s 15    | Anaïs Bourgoin 4 min 20 s 24     | Sarah Madeleine 4 min 20 s 66 |
| 3 000 m          | Margaux Sieracki 9 min 18 s 23 | Alexa Lemitre 9 min 20 s 24      | Leila Hadji 9 min 28 s 63     |
| 3 000 m marche   | Camille Moutard 12 min 43 s 45 | Marion Manaresi 13 min 4 s 97    | Emilie Menuet 13 min 22 s 94  |
| 60 m haies       | Laëticia Bapté 8 s 04          | Solenn Compper 8 s 19            | Sacha Alessandrini 8 s 22     |
| Saut en hauteur  | Juliette Perez 1,83 m          | Fatoumata Balley 1,80 m          | Solène Gicquel 1,80 m         |
| Saut à la perche | Margot Chevrier 4,65 m         | Ninon Chapelle 4,55 m            | Albane Dordain 4,30 m         |
| Saut en longueur | Maëlly Dalmat 6,52 m           | Yanis David. 6,50 m              | Tiphaine Mauchant 6,31 m      |
| Triple saut      | Victoria Josse 13,63 m         | Sohane Aucagos 13,14 m           | Aminata Ndiaye 13,01 m        |
| Lancer du poids  | Amanda Ngandu-Ntumba 15,81 m   | Rose Sharon Pierre-Louis 15,35 m | Caroline Métayer 15,26 m      |
| Pentathlon       | Léonie Cambours 4 435 pts      | Annaelle Nyabeu Djapa 4 334 pts  | Esther Turpin 4 222 pts       |